# فهرست شاهان بابل
شاهان بابل

## نخستین دودمان بابلی
| شاه          | سلطنت     | توضیحات |
| ------------ | --------- | --- |
| سومو-ابیم    | ۱۸۳۰–۱۸۱۶ | رهبر عموری‌ها، بنیانگذار دولت مستقل بابل                                                                     |
| سومو-لا-ال   | ۱۸۱۷–۱۷۸۱ | معاصر با ایکونوم در آشور                                                                                    |
| سابیوم       | ۱۷۸۱–۱۷۶۷ | پسر سومو-لا-ال                                                                                              |
| آپیل-سین     | ۱۷۶۷–۱۷۴۹ | پسر سابیوم                                                                                                  |
| ریم-سین یکم  | ۱۷۴۸–۱۷۲۹ | پسر آپیل-سین                                                                                                |
| حمورابی      | ۱۷۲۸–۱۶۸۶ | امپراطوری بابل را بینان گذاشت، معاصر با زیمری لیم در ماری، سایو پالار هیپیک در ایلام، شمشی-اداد یکم در آشور |
| سامسو-ایلونا | ۱۶۸۶–۱۶۴۸ | پسر حمورابی                                                                                                 |
| ابی اشوه     | ۱۶۴۸–۱۶۲۰ | پسر سامسو-ایلونا                                                                                            |
| امی-دیتانا   | ۱۶۲۰–۱۵۸۳ | پسر ابی اشوه                                                                                                |
| امی-سادوکا   | 1582–1562 | Venus tablet of Ammisaduqa                                                                                  |
| سامسو دیتانا | ۱۵۶۲–۱۵۳۱ | توسط مورسیلی اول، پادشاه هیتی‌ها در بابل شکست خورد، آخرین شاه عموری‌ها                                        |

## یازدهمین دودمان بابلی
نبوپلسر (۶۵۸ تا ۶۰۵ ق.م)
بخت النصر دوم (۶۰۵ تا ۵۶۲ ق.م)
نبونعید (۵۵۶/۵۵۵ تا ۵۳۹/۵۳۸ ق. م)

## بابل تحت سلطه هخامنشیان
| نام         | آغاز سلطنت | پایان سلطنت | توضیحات |
| ----------- | ---------- | ----------- | ------- |
| کوروش بزرگ  | ۵۳۹ پ. م   | ۵۲۹ پ. م    |         |
| کمبوجیه دوم | ۵۳۰ پ. م   | ۵۲۲ پ. م    |         |
| گئومات      | ۵۲۲ پ. م   | ۵۲۱ پ. م    |         |
| داریوش بزرگ | ۵۲۲ پ. م   | ۴۸۶ پ. م    |         |
| خشایارشا    | ۴۸۶ پ. م   | ۴۶۵ پ. م    |         |